# Airplane vs. Volcano
Airplane vs. Volcano ist ein US-amerikanischer Actionfilm der vor allem für Low-Budget-Filme bekannten Filmgesellschaft The Asylum aus dem Jahr 2014.

## Handlung
Ein Passagierflugzeug fliegt über die hawaiianischen Inseln, als urplötzlich mehrere Vulkane aus dem Meer auftauchen und ausbrechen. Das Flugzeug wird in eine Aschewolke gehüllt und von umherfliegenden Gesteinsbrocken getroffen. Dabei kommen sowohl der Pilot als auch der Copilot ums Leben. Flugbegleiterin Rita bemerkt dies als Erste und verständigt zunächst den ehemaligen Soldaten und Privatpiloten Rick Pierce und den Sky Marshal Jim Kirkland, die unter den Passagieren sind, über den Zwischenfall. Das Flugzeug fliegt in einer Kreisbahn über den Vulkanen, da der Pilot den PIN-Code-geschützten Autopiloten nicht mehr deaktivieren konnte und nur er und sein Copilot die Kombination wussten. Pierce kann die Flugbahn unter großer Anstrengung nur minimal beeinflussen. Der paranoid wirkende Passagier Carlos Crieger entdeckt unterdessen die toten Piloten und verbreitet Panik unter den restlichen Fluggästen. Kirkland gelingt es, Crieger zu überwältigen und auf der Bordtoilette festzusetzen.
Rita öffnet bei dem Versuch, den Autopiloten mittels eines versteckten Schalters zu deaktivieren, versehentlich den Treibstofftank, woraufhin das Flugzeug Kerosin ablässt und nur noch wenig davon übrig bleibt. Dem Flugpassagier Landon Todd gelingt es, über seinen Tabletcomputer Kontakt zu einem Armeestützpunkt am Boden herzustellen. Er fordert Hilfe an, die zunächst verweigert wird, da auch die umliegenden Inseln von den Vulkanausbrüchen betroffen sind und das Militär dort zuerst eingesetzt werden soll. Auf dem Stützpunkt arbeitet unterdessen die Vulkanexpertin Lisa Whitmore, eine Kollegin von Landon Todd, an einer Strategie, die vulkanischen Aktivitäten zu stoppen und das Flugzeug zu retten. Der Einsatz eines Tankflugzeugs wird abgeblasen, ein weiteres Rettungsflugzeug, das die Passagiere übernehmen sollte, wird von Lavagestein getroffen und stürzt ab. Das Militär lässt sich durch Botschaften der Passagiere davon überzeugen, alles für ihre Rettung zu unternehmen. Eine Staffel Jagdflugzeuge wird abkommandiert, um den Hauptvulkan mittels Raketenbeschuss zum Erlöschen zu bringen, dieser Einsatz scheitert jedoch. 
Unterdessen kann sich Crieger im Flugzeug befreien und verletzt Kirkland tödlich, bevor er erneut überwältigt werden kann. Die Armee setzt nun eine Propellermaschine ein, da diese weniger anfällig in den Aschewolken ist als ein Flugzeug mit Düsentriebwerken. Die Besatzung des Rettungsflugzeugs kann die Passagiere über Stahlseile in ihr Flugzeug bringen. Die Unfallmaschine wird mit Sprengstoff präpariert. Der Plan ist, sie in den Hauptvulkan zu steuern und zur Explosion zu bringen. Pierce wird, während die Rettung der anderen Passagiere läuft, von einem Trümmerteil schwer verletzt und beschließt, sich zu opfern und die Maschine eigenhändig in den Vulkan zu steuern. Der Propellermaschine gelingt es, rechtzeitig abzudrehen, und Pierce fliegt genau in den Vulkan, woraufhin es zu einer gewaltigen Explosion kommt.

## Rezeption
„Airplane vs Volcano ist langweilig, unspektakulär und schlecht gemacht. Eine gewisse Spannung baut der Film zwar auf, diese wird jedoch von den schwachen Charakteren sofort wieder zunichte gemacht. Die Story plätschert dahin, und noch nicht mal die schlechten Effekte sind sehenswert. Dieser Film ist reine Zeitverschwendung. Aber das haben wir ja schon im Voraus gewusst, oder?“

„Filme von The Asylum leben oftmals nur von ihren schrägen Ideen Tier-Horror neu zu erfinden (oder auch nicht) – wer zweiköpfige Haie oder riesige, explodierende Piranhas aber als Notwendigkeit erachtet, um der Trash-Schmiede überhaupt eine Chance zu geben, wird hier nicht fündig. Nichtsdestotrotz sehen in Airplane vs. Volcano einige Effekte, beispielsweise die glühende Vulkanlandschaft, weit besser aus als man erwarten könnte.“

## Produktion
Hauptdarsteller Dean Cain ist vor allem für die Rolle des Clark Kent in der Fernsehserie Superman – Die Abenteuer von Lois & Clark bekannt. Robin Givens, die 1985 eine Rolle in der Bill-Cosby-Show spielte, war Ende der 1980er Jahre mit dem US-amerikanischen Boxer Mike Tyson verheiratet.
Die deutsche Free-TV-Premiere des Films fand am 5. Dezember 2014 im Rahmen der Reihe „Die schlechtesten Filme aller Zeiten (SchleFaZ)“ auf Tele 5 statt. Die Moderatoren  Oliver Kalkofe und Peter Rütten reflektierten dabei jeweils nach den Werbepausen die im Film gehäuft vorkommenden Unstimmigkeiten, Logiklöcher, sinnfreien Dialoge und „besonderen Leistungen“ einzelner Schauspieler.